# Polno razmnožavanje
Polno razmnožavanje, seksualna reprodukcija ili generativno razmnožavanje predstavlja biološki proces u kojem se stvaraju novi organizmi rekombinovanjem genetičkog materijala dvaju organizama, pri čemu prvo dolazi do mejoze — specijalizovane ćelijske diobe za proizvodnju haploidnih gameta od diploidnih somatskih ćelija. Tako spajanjem gameta u zigot, svaki od dva roditeljska organizma doprinosi polovini potomačke genetičke konstitucije. Većina organizama formira dve različite vrste gameta:
- Kod anizogamnih vrsta (nejednakih gameta), dva pola se nazivaju muški (proizvodi spermu ili mikrospore) i ženski (proizvodi jaja ili megaspore).
- Kod izogamnih vrsta, gameti su slični ili identični po obliku (izogameti) ali mogu imati i različita svojstva (onda se označavaju različitim imenima). Na primer, kod zelene alge (Chlamydomonas reinhardtii) postoje tzv. „plus” i „minus” gameti. Nekoliko vrsta organizama, kao što su cilijate (npr. Paramecium aurelia), ima više od dve vrste „polova” (singeni).

Oplođenjem se formira jednoćelijski zigot koji sadrži genetički materijal iz oba gameta. U procesu zvanom genetička rekombinacija, genetički materijal (DNK) spaja se tako što se homologne hromozomske sekvence međusobno poravnavaju, i tome sledi razmena genetičke informacije. Dve runde ćelijske deobe zatim proizvode četiri ćerke ćelije sa polovinom broja hromozoma iz svake originalne roditeljske ćelije, i istim brojem hromozoma kao roditelji. Na primer, u ljudskoj reprodukciji svaka ljudska ćelija sadrži 46 hromozoma u 23 para. Mejozom u roditeljske gonade nastaju gametne ćelije koje sadrže samo 23 hromozoma svaka. Kad se gameti kombinuju putem polnog odnosa formira se oplođeno jaje. Rezultirajuće dete ima 23 hromozoma od svakog roditelja genetički rekombinovanih u 23 hromozomska para ili 46 ukupno.
Čelijska mitozna deoba zatim inicira razviće novog individualnog organizma u vidu višećelijskog organizma, uključujući životinje i biljke, za većinu kojih je to primarni metod reprodukcije.
Evolucija spolne reprodukcije je velika zagonetka jer bi bespolna reprodukcija trebalo da može da je nadjača, pošto svaki formirani mladi organizam može da nosi svoje sopstvene mlade. Time se podrazumeva da jedna populacija sa bespolnom reprodukcijom ima unutrašnji kapacitet da brže raste sa svakom generacijom. Tih 50% troška je nedostatak adaptivnosti polne reprodukcije. Dvostruki trošak polnog razmnožavanja obuhvata ovaj trošak i činjenicu da svaki organizam može da prenese samo 50% svojih gena na potomstvo. Jedna definitivna prednost polne reprodukcije je da ona sprečava akumulaciju genetičkih mutacija.
Polna selekcija je mod prirodne selekcije u kojoj se neke individue u većoj meri reprodukuju od drugih u populaciji, jer su one bolje u osiguravanju partnera za polnu reprodukciju. To se opisuje kao „moćna evoluciona sila koja ne postoji u bespolnim populacijama”.

## Pregled
Većina životinja (uključujući i ljude) i biljke razmnožavaju se polno. Prilikom polne reprodukcije roditeljski organizmi donose potomcima različite skupove gena za svaku osobinu (alele, na osnovu kojih se stvara genotip, koji se — u interakciji sa spoljnim faktorima — ispoljava kao fenotip). Potomak nasleđuje po jedan alel za svaku osobinu od svakog roditelja, čime se osigurava da potomstvo ima kombinaciju gena roditelja. Biološki smisao diploidnog stanja omogućava postojanje po dve kopije svakog gena u organizmu, pa se smatra da „maskiranje štetnih alela pogoduje evoluciji dominantne diploidne faze kod organizama koji su naizmenično u haploidnoj i diploidnoj fazi” (gde se rekombinacije slobodno javljaju).
Mahovine (Bryophyte) se razmnožavaju polno, ali se obično javljaju životne forme koje su sve haploidne i od kojih nastaju gameti. Zigoti polnih ćelija se razvijaju u sporangije, koje proizvode haploidne spore. Diploidna faza je relativno kratka u odnosu na haploidnu, odnosno postoji „dominacija haploida”. Briofitimi i dalje održavaju seksualnu reprodukciju tokom svoje evolucije, uprkos činjenici da u haploidnoj fazi uopšte nema heteroze. To može biti primer da seksualna reprodukcija ima veću prednost sama po sebi, jer omogućava rekombinaciju gena između više lokusa među različitim članovima vrsta, koji omogućava bolju adaptivnu vrednost, što daje prednost u uslovima prirodne selekcije a uz mogućnost pojave novih hibrida ili rekombinanata i u haploidnoj formi.
Postoje mnogi oblici dinamike reprodukcije i dostizanja polne zrelosti.
Neke životinje, poput ljudi (seksualno zreli nakon adolescencije), imaju malo potomaka. Životinje se razmnožavaju relativno brzo, ali mnogi potomci ne prežive do odraslih doba. Zec (zreo nakon 8 meseci) ima 10—30 potomaka godišnje, nilski krokodil (15 godina) ima 50, a neke vrste muva (10—14 dana) imaju 900 potomaka. Obema strategijama mogu biti povlašćene u procesu evolucije: životinje sa malo potomaka mogu provesti vreme odgajanjem i čuvanjem te tako smanjiti potrebu za reprodukciju, dok životinje sa mnogo potomaka ne moraju da odgajaju i čuvaju sve svoje potomstvo. Procenjuje se da bi od jednog para sićušnih vinskih mušica, ako bi preživelo potomstvo svih generacija, populacija mušica porasla toliko da bi prekrila celokupnu površinu planete Zemlje.
Ove dve strategije poznate su kao K-selekcija (malo potomaka) i r-selekcija (mnogo potomaka). Koju strategiju vrste preferiraju zavisi od raznih okolnosti, ali su evoluciono neodržive sve one koje ne ostavljaju dovoljno potomaka za očuvanje vrste i nakon svih uticaja selekcije od. ostalih faktora evolucije.

## Literatura
- Pang, K (2004). Certificate Biology: New Mastering Basic Concepts.. Hong Kong.
- Bell, Graham (1982). The masterpiece of nature: the evolution and genetics of sexuality. Berkeley: University of California Press. ISBN 978-0-520-04583-5.
- Bernstein, Carol; Harris Bernstein (1991). Aging, sex, and DNA repair. Boston: Academic Press. ISBN 978-0-12-092860-6.
- Hurst, L.D.; J.R. Peck (1996). „Recent advances in the understanding of the evolution and maintenance of sex”. Trends in Ecology and Evolution. 11 (2): 46—52. Bibcode:1996TEcoE..11...46H. PMID 21237760. doi:10.1016/0169-5347(96)81041-X.
- Levin, Bruce R.; Richard E. Michod (1988). The Evolution of sex: an examination of current ideas. Sunderland, Mass: Sinauer Associates. ISBN 978-0-87893-459-1.
- Maynard Smith, John (1978). The evolution of sex. Cambridge, UK: Cambridge University Press. ISBN 978-0-521-21887-0.
- Michod, Richard E. (1995). Eros and evolution: a natural philosophy of sex. Reading, Mass: Addison-Wesley Pub. Co. ISBN 978-0-201-40754-9.
- „Scientists put sex origin mystery to bed, Wild strawberry research provides evidence on when gender emerges”. NBC News. Приступљено 25. 11. 2008.
- Ridley, Mark (1993). Evolution. Oxford: Blackwell Scientific. ISBN 978-0-632-03481-9.
- Ridley, Mark (2000). Mendel's demon: gene justice and the complexity of life. London: Weidenfeld & Nicolson. ISBN 978-0-297-64634-1.
- Ridley, Matt (1995). The Red Queen: sex and the evolution of human nature. New York: Penguin Books. ISBN 978-0-14-024548-6.
- Szathmáry, Eörs; John Maynard Smith (1995). The Major Transitions in Evolution. Oxford: W.H. Freeman Spektrum. ISBN 978-0-7167-4525-9.
- Taylor, Timothy (1996). The prehistory of sex: four million years of human sexual culture. New York: Bantam Books. ISBN 978-0-553-09694-1.
- Williams, George (1975). Sex and evolution. Princeton, N.J: Princeton University Press. ISBN 978-0-691-08147-2.
- Andersson, Malte (16. 6. 1994). Sexual Selection. Princeton University Press. ISBN 0-691-00057-3.. Princeton University Press
- Arnqvist, G. & Rowe, L. (2013). Sexual conflict. Princeton University Press. ISBN 978-1-4008-5060-0.
- Lande, C. F. R. (1981). „Models of speciation by sexual selection on polygenic traits”. Proc. Natl. Acad. Sci. U.S.A. 78 (6): 3721—3725. Bibcode:1981PNAS...78.3721L. PMC 319643 . PMID 16593036. doi:10.1073/pnas.78.6.3721 .
- Cronin, H. (1991). The ant and the peacock: altruism and sexual selection from Darwin to today. Cambridge University Press. ISBN 978-0-521-45765-1.
- Darwin, C. (1871) The Descent of Man and Selection in Relation to Sex. John Murray, London.
- Eberhard, W. G. (1996) Female control: Sexual selection by cryptic female choice. Princeton, Princeton University Press.
- Fisher, Sir Ronald Aylmer (21 October 1999). „6 [https://archive.org/details/geneticaltheoryo0000fish_c4q4 The Genetical Theory of Natural Selection: A Complete Variorum Edition. OUP Oxford. ISBN 0-19-850440-3. Пронађени су сувишни параметри: |author= и |last1= (помоћ); Проверите вредност парамет(а)ра за датум: |year= / |date= mismatch (помоћ). archive.org/web/20070927201928/http://www.memeoid.net/books/GeneticalTheoryOfNS-Chapter6.pdf Архивирано на веб-сајту  (27. септембар 2007) Memeoid.net]
- Lodé, T. (2006) La guerre des sexes chez les animaux. Eds Odile Jacob. Lodé, Thierry (22. 3. 2007). Guerre des sexes chez les animaux (La). Odile Jacob. ISBN 978-2-7381-1901-8.
- Miller, G. F. (1998) How mate choice shaped human nature: A review of sexual selection and human evolution. In: C. Crawford & D. Krebs (Eds.) Handbook of evolutionary psychology: Ideas, issues, and applications. Lawrence Erlbaum, pp. 87–129
- Miller, Geoffrey (2000). The Mating Mind: How Sexual Choice Shaped the Evolution of Human Nature. Random House Australia. ISBN 0-434-00741-2. Пронађени су сувишни параметри: |author= и |last1= (помоћ). Heinemann, London
- Rosenberg, J. & Tunney, R. J. (2008). „Human vocabulary use as display” (PDF). Evolutionary Psychology. 6 (3): 538—549. doi:10.1177/147470490800600318. Архивирано из оригинала (PDF) 04. 02. 2019. г. Приступљено 25. 05. 2020.

## Spoljašnje veze
- Video-predavanje (Kan akademija)
- Khan Academy, video lecture